# Piazzale della Pace
Piazzale della Pace è un'area verde pubblica nel centro storico di Parma, situata lungo strada Garibaldi a fianco del Palazzo della Pilotta.

## Storia
L'ampio piazzale della Pace (precedentemente chiamato "piazza del Partigiano") è costituito dal grande spazio vuoto causato dai bombardamenti aerei del 13 maggio 1944 durante la seconda guerra mondiale, che colpirono il Palazzo della Pilotta, danneggiandolo, e distrussero il Teatro Reinach e il neoclassico Palazzo Ducale.
Nel 1947 il piano di ricostruzione propose il collegamento diretto con la stazione ferroviaria: il Palazzo Ducale avrebbe dovuto essere riedificato in diversa collocazione e il Teatro Reinach sarebbe stato anch'esso ricostruito; questo progetto non poté però essere realizzato perché avrebbe causato l'isolamento del Palazzo della Pilotta, per cui la proposta architettonica non venne accettata dal Ministero della pubblica istruzione. In seguito furono indetti vari concorsi per la ricostruzione del Teatro Reinach, che però non venne mai realizzato; i legittimi proprietari dell'area, tuttavia, in seguito iniziarono una lunga trattativa con il Comune, che si sarebbe conclusa favorevolmente solo alle soglie del terzo millennio.

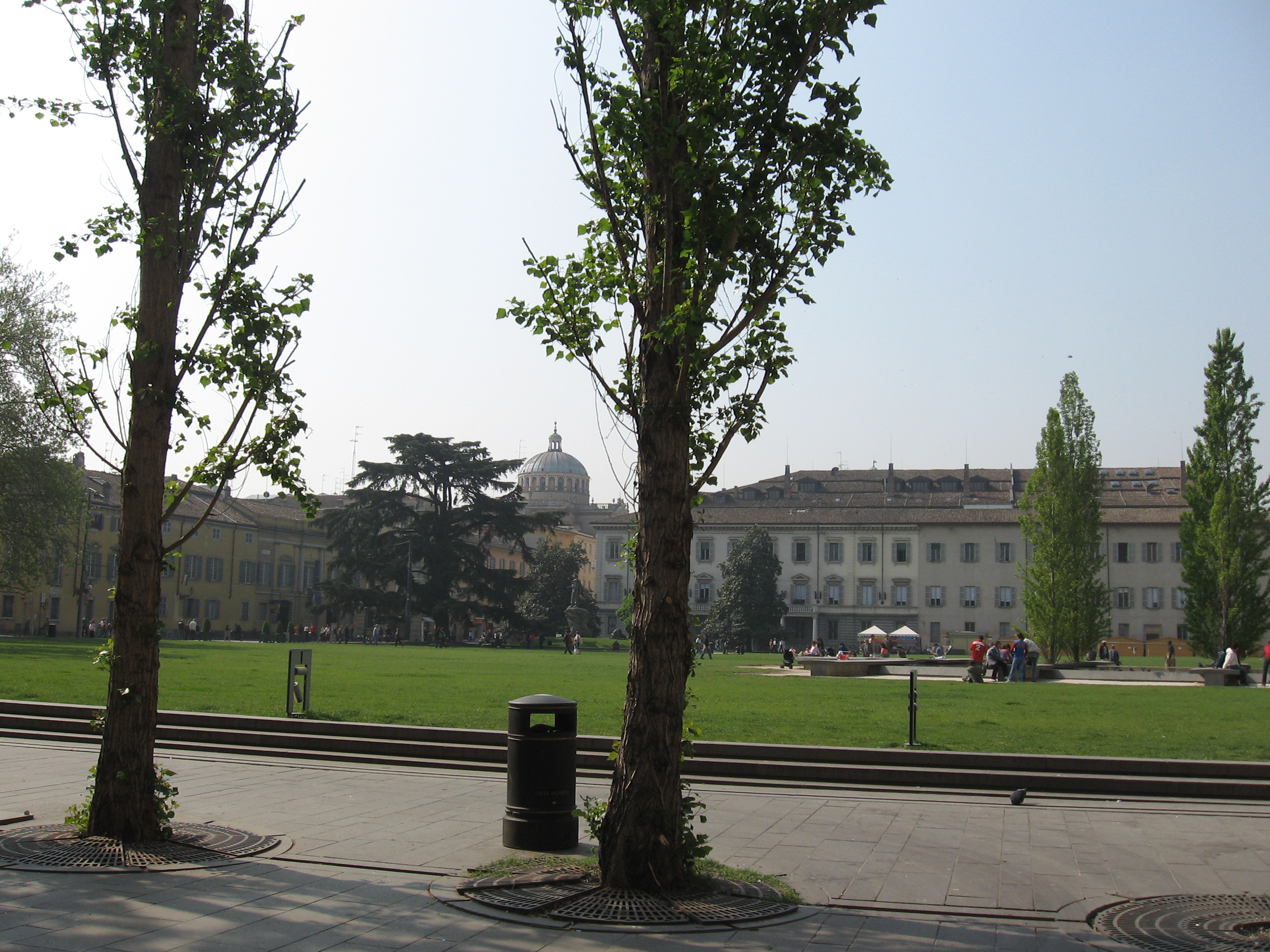
Palazzo di Riserva e Palazzo della Provincia

Il piazzale per circa 40 anni rimase completamente vuoto, fino al 1986, quando il Comune, dopo aver rifiutato numerose proposte di vari architetti, convocò, nel febbraio dello stesso anno, il ticinese Mario Botta; quest'ultimo propose la costruzione di un auditorium e la completa sistemazione a verde del resto del piazzale, con la contestuale ripresa delle tracce storiche dell'area. La proposta fu inizialmente accettata, perché riusciva a riunire varie elaborazioni del passato, ma l'anno successivo il Ministero dei Beni Culturali la respinse.
La progettazione del piazzale si bloccò nuovamente, per poi tuttavia riprendere nel 1996 con un nuovo incarico per Botta; ne scaturì la proposta per la realizzazione di un grande prato all'inglese, che fu finalmente accettata, nonostante le posizioni contrastanti di buona parte dell'opinione pubblica: in molti sostenevano la ricostruzione del Palazzo Ducale secondo le sue antiche forme, perciò nel 1997 fu indetto un referendum che tuttavia non raggiunse il quorum. Di conseguenza l'architetto proseguì con la realizzazione del suo progetto definitivo; i lavori presero avvio nel marzo del 1998 e furono portati a compimento nel 2001.
Nel giugno del 2017 furono avviati nuovi interventi di risistemazione della piazza, su progetto dello studio di architettura EFA di Parma, con la realizzazione di un grande spazio lastricato nell'angolo nord-ovest e di un percorso pavimentato di collegamento tra via Verdi e il palazzo della Provincia, intitolato sentiero delle Lettere; ai suoi estremi furono erette due stele scolpite con le poesie di Attilio Bertolucci dedicate rispettivamente a Giovanna d'Arco e Giacomo Ulivi. I lavori furono completati dopo oltre due anni, con la solenne inaugurazione del 22 settembre del 2019.

## Descrizione

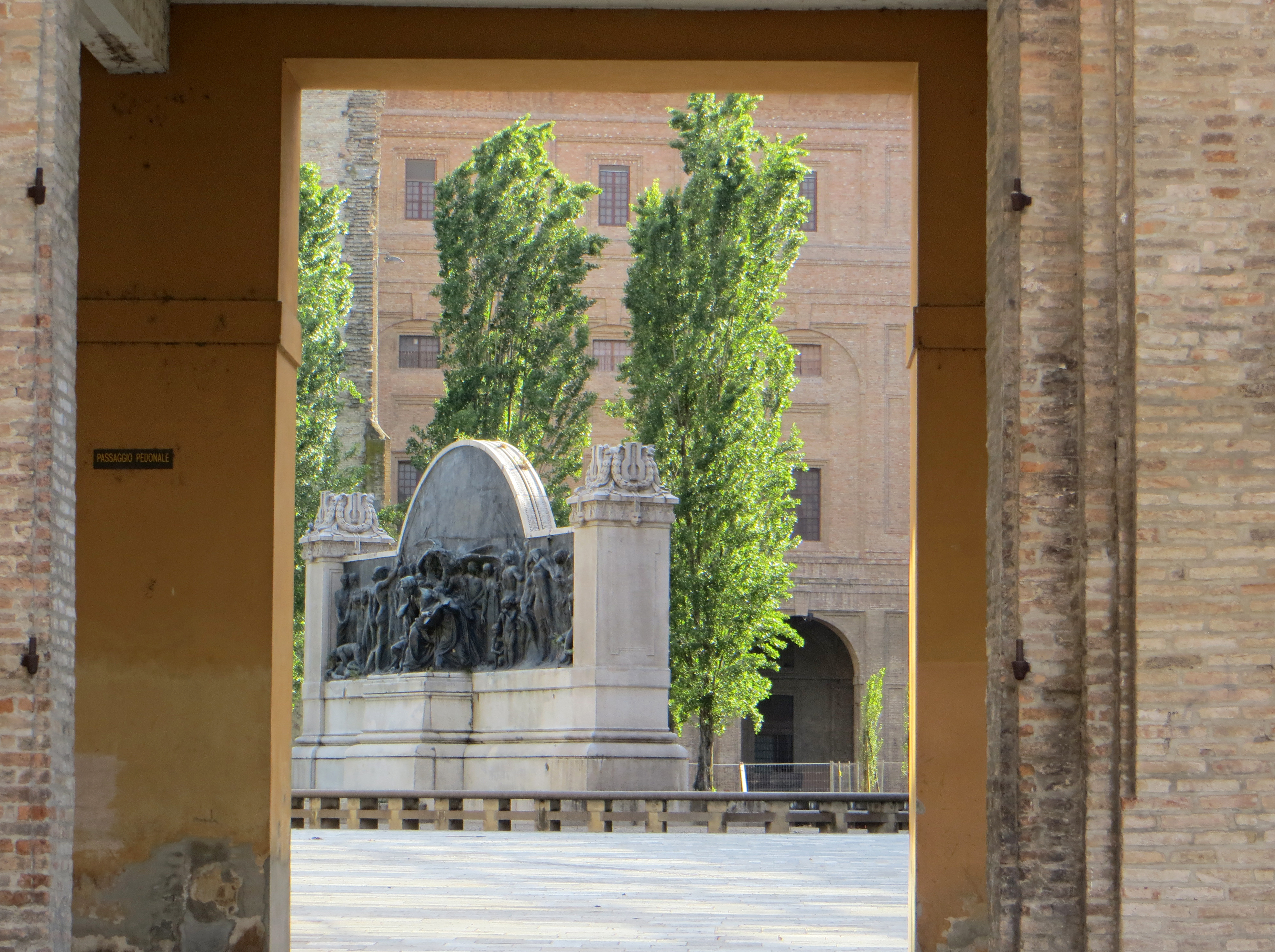
Il monumento a Giuseppe Verdi visto da via Verdi

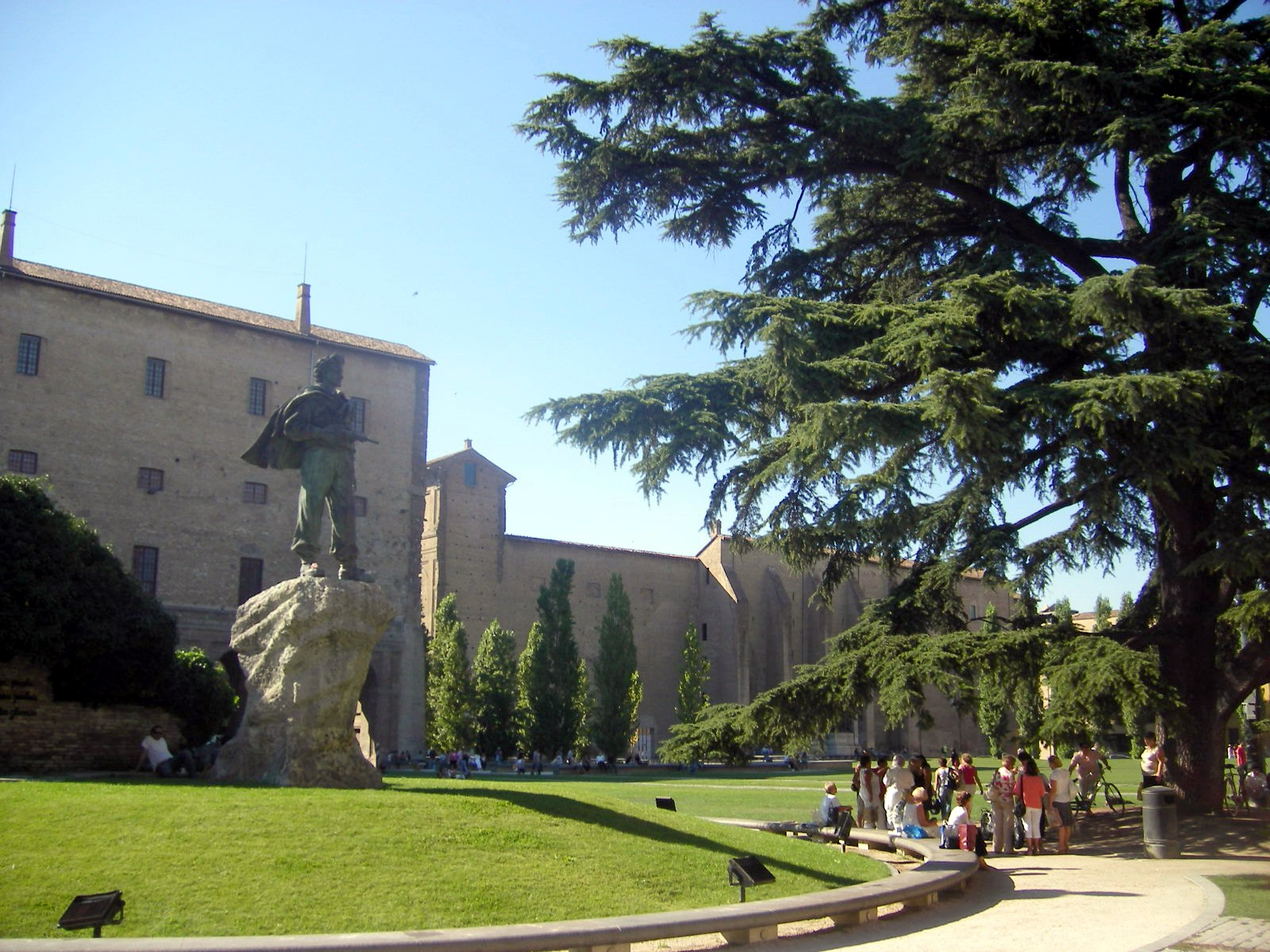
Monumento al Partigiano

Oggi il piazzale è una grande area verde delimitata a ovest dal Palazzo della Pilotta, a sud dal palazzo della Provincia, a est dal Palazzo di Riserva e a nord dal palazzo dei Ministeri. Lo spazio verde contiene al suo interno il monumento al Partigiano e il monumento a Giuseppe Verdi.
Il giardino è caratterizzato da ampi prati all'inglese e larghi spazi pavimentati, delimitati da alte piante; a fianco del palazzo della Pilotta sorge una grande fontana, realizzata su progetto di Mario Botta sul luogo dell'antica chiesa di San Pietro Martire demolita in epoca napoleonica.